# PZL.27
A PZL.27 lengyel hárommotoros könnyű utasszállító és postarepülőgép volt, melyet Zbysław Ciołkosz tervezett a varsói Állami Repülőgépgyáraknál (PZL) 1933-ban. Csak egy prototípusa készült el, amely 1937-ben összetört.

## Története
Az 1930-as évek elején világszerte jelentős fejlődésen ment keresztül a légi gyorsposta szolgáltatás. Ennek hatására a lengyel Közlekedési Minisztérium a PZL-től rendelt meg egy postarepülőgépet. A repülőgéppel szembeni követelményként 300–700 km közötti hatótávolságot, valamint a nehéz terepen történő üzemeltetés képességét fogalmazták meg, illetve a biztonság növelésére többmotoros konstrukciót igényeltek. A gép tervezésével Zbysław Ciołkoszt bízták meg, aki 1932-ben a PWS-től érkezett a PZL-hez. Annak ellenére, hogy abban az időszakban a PZL-nél már csak fémépítésű repülőgépek készültek, a PZL.27-es vegyes építésű gép volt. Ez volt egyúttal az PZL első gépe, amely behúzható futóművel rendelkezett.
A repülőgép alapkoncepciója (a felsőszárnyas elrendezés, három motor, behúzható futómű) 1932-1933 telén alakult ki. Az előzetes terveket 1933 nyarán jóváhagyta a közlekedési minisztérium és megrendelte egy prototípus elkészítését. A prototípusa 1934 szeptemberében repült először Jerzy Widawski berepülőpilótával a fedélzetén. A repülési teszteket a Lengyel Légierő Repülési Műszaki Intézete (ITL) végezte el 1935-1936-ban. Ennek során a LOT-nál is folyt próbaüzem. Ennek eredménye azonban nem volt bíztató, a gép teljesítménye elégtelen, míg az üzemeltetése összességében gazdaságtalan volt.
A gép sorozatgyártásának esélyeit tovább rontotta, hogy 1936-ban megjelent a konkurense, a hasonló feladatkörre szán, de nála modernebb RWD–11. A prototípust 1937-ben a Repülési Műszaki Intézete vásárolta meg, ahol szállítási feladatokra használták. 1937-ben egy baleset során Piaseczno közelében összetört.

## Műszaki jellemzői
Felsőszárnyas, vegyes építésű repülőgép. A törzs acélcsövekből épített rácsszerkezet vászonborítással, a vezérsíkok ugyancsak fémépítésűek. A kétfőtartós szárny fából készült. A törzsben öt fő utas helyezhető el a kétfős személyzet mellett. A poggyászteret a kabin hátsó részében helyezték el, amely a kabinból és a kívülről is elérhető volt. A repülőgépbe három darab négyhengeres de Havilland Gipsy Major I léghűtéses soros motort építettek, melyek maximális teljesítménye egyenként 96 kW (130 LE). Két motor a félszárnyak alatti gondolában, egy az orrban helyezkedett el. A motorgondolák a szárnyakhoz dúcokkal kapcsolódtak. Futóműve behúzható, hárompontos. A főfutók az áramvonalas motorgondolába kézi működtetéssel hátrafelé behúzhatók, míg a farokrészen egy farokcsúszó található. Az üzemanyagtartálya 350 l-es, az üzemanyag-fogyasztás 84 l/h.

## Műszaki adatok
Geometriai méretek és tömegadatok
- Szárnyfesztáv: 13,60 m
- Hossz: 10,74 m
- Magasság: 2,52 m
- Szárnyfelület: 25,16 m²
- Üres tömeg: 1470 kg
- Hasznos terhelés: 850 kg
- Normál felszálló tömeg: 2320 kg

Motorok
- Típusa: de Havilland Gipsy Major I négyhengeres léghűtéses soros benzinmotor
- Száma: 3 db
- Maximális teljesítmény: 96 kW (130 LE)

Repülési teljesítmény
- Legnagyobb sebesség: 266 km/h
- Gazdaságos utazósebesség: 238 km/h
- Emelkedőképesség: 3,8 m/s
- Legnagyobb repülési magasság: 4000 m
- Hatótávolság: 700 km
- Felszállási úthossz: 240 m

## Lásd még
Hasonló feladatkörű repülőgépek:
- RWD–11